# 王廣發

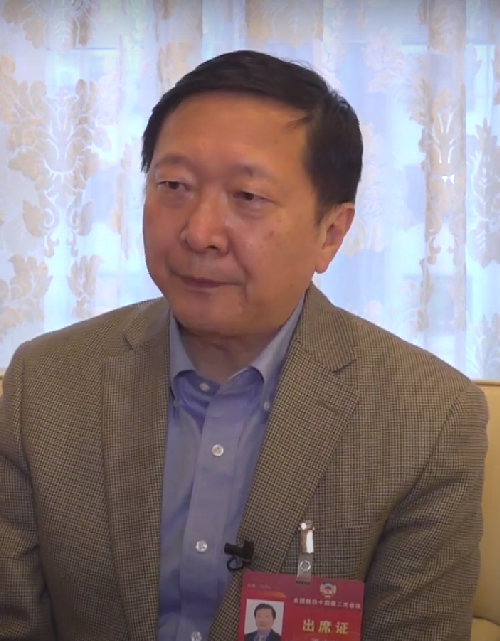
王广发（2024年）

王廣發（1964年—），北京大学第一医院呼吸和危重症医学科主任，中國民主促進會會員。

## 生平
1981年进入北京医科大学医学系，1987年获北京医科大学医学系医学学士学位。1995年曾前往日本自治医科大学呼吸内科进修。1998年出任北京大学第一医院呼吸内科副主任。2001-2006年于北京大学医学部攻读硕士，博士学位。并在北京大学获得硕士及博士学位。
2003年3月初，正值非典疫情期間，王廣發担任北京大学第一医院SARS的主检医师和专家组组长，负责医院的SARS疾病治疗工作。後來王廣發撰文號稱抗击SARS战役的胜利充分体现了社会主义制度的优越性。
2008年汶川地震發生後，5月28日，王广发前往四川支援。
2020年1月8日，王广发随国家卫健委专家组前往武汉，对武汉市出现的不明原因肺炎病人作相关检测核实工作。1月10日，王广发在接受媒体采访时介绍，新型病毒致病性较弱，病情可控，也没有救治病人的医护人员受到感染。1月16日，王廣發返回北京後出现发热等症状。1月20日，王广发被确诊为2019新型冠狀病毒肺炎。1月21日晚，王广发入住北京地坛医院感染二科。1月22日，王广发通過新浪微博宣佈經過治療後症狀有所緩解。他认为，自己可能是通過结膜感染嚴重特殊傳染性肺炎。針對外界質疑先前王的疫情可防可控的言論，他回應雖然疫情惡化但仍然「可防可控」。1月30日，王广发從北京地坛医院治愈出院。
2020年3月5日，国家卫生健康委、人力资源社会保障部、国家中医药管理局印发《关于表彰全国卫生健康系统新冠肺炎疫情防控工作先进集体和先进个人的决定》，授予王广发“全国卫生健康系统新冠肺炎疫情防控工作先进个人”称号，可享受省部级表彰奖励获得者待遇。